# Rudolf Coraduz von und zu Nußdorf
Rudolf Coraduz (... – 1618) è stato un politico austriaco.
Nobilitato von und zu Nußdorf, fu Vice Cancelliere del Sacro Romano Impero.

## Biografia
Era il figlio di un medico e proveniva dal Friuli e Istria. Studiò e si laureò in legge.
Dal 1591 al 1606 fu nel Consiglio aulico e dal 1594 al 1612 nel Consiglio segreto presso la corte imperiale della Cancelleria austriaca di Rodolfo II. Servì l'imperatore in questo tempo come inviato a Roma. Fu nel 1595 a Roma e lavorò tra l'altro per l'acquisizione di opere d'arte per le collezioni imperiali.
Di ritorno da Roma, Corraduz, in veste di commissario imperiale, si occupò delle vicende legate al duplice assassinio di Alfonso Gonzaga (7 maggio 1592) e dell'assassinio di Rodolfo Gonzaga, avvenuto a Castel Goffredo il 3 gennaio 1593. Da dirimere anche la contesa sulla successione al marchesato di Castel Goffredo, conteso dal fratello Francesco Gonzaga di Castiglione e dal duca di Mantova Vincenzo I Gonzaga. Corraduz si recò a Mantova il 18 aprile 1595, dove venne accolto alla corte dei Gonzaga con grandi onori. Il 29 aprile si trovò a Castel Goffredo per constatare di persona la situazione della fortezza ed assumere direttamente informazioni sugli avvenimenti. Seguì una breve visita al marchese di Castiglione Francesco, per sentire le sue ragioni e riferire il risultato dei colloqui alla corte imperiale. Corraduz quindi fece ritorno a Praga.
Dal 1601 fu di fatto Vice Cancelliere imperiale. L'imperatore gli affidò la gestione dell'Ufficio e il competente arcicancelliere e vescovo di Magonza Johann Adam von Bicken. Stette dalla parte dei cattolici e fu in stretto contatto con i nunzi apostolici.